# 七間町 (静岡市)

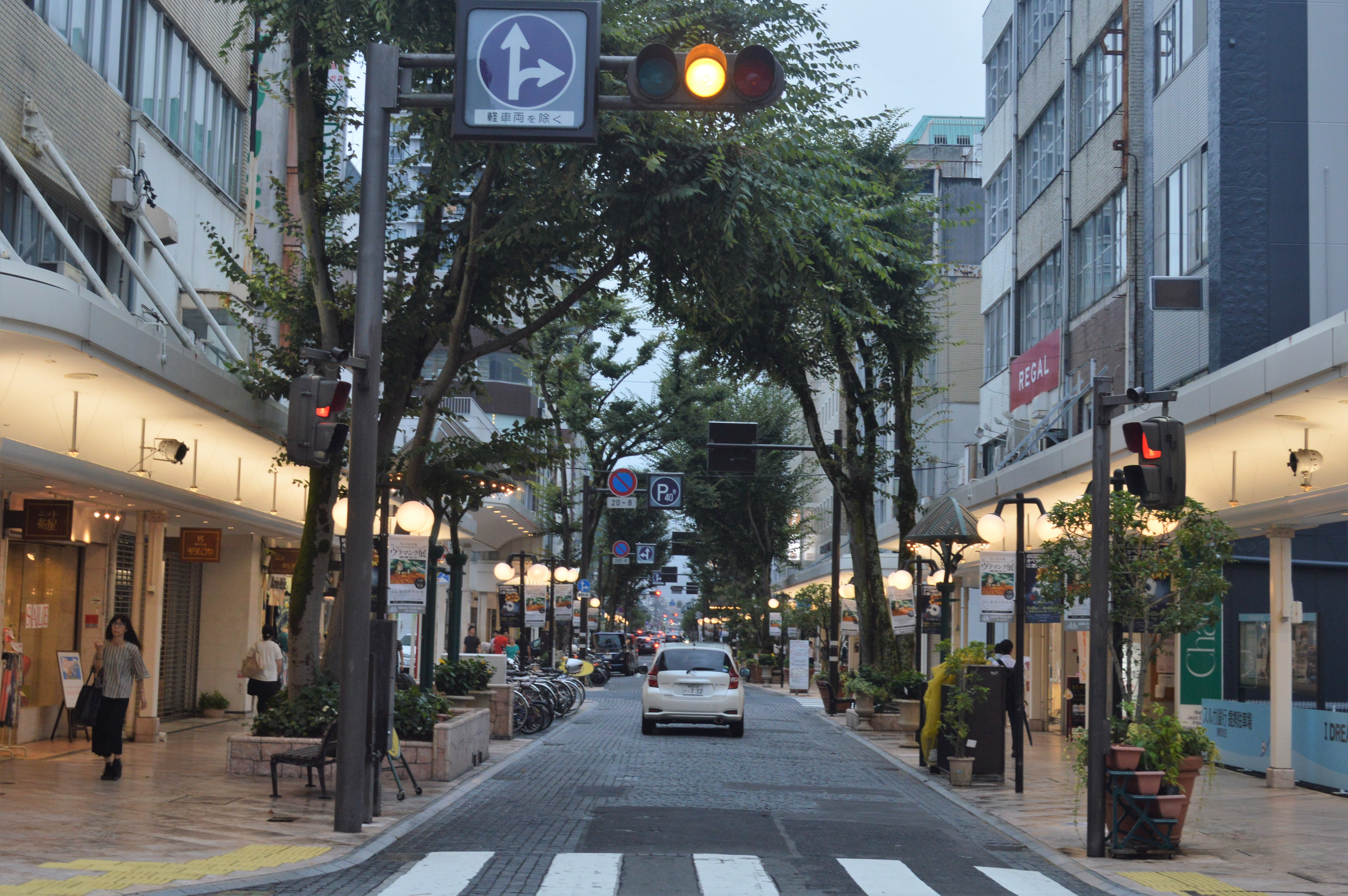
七間町通り

七間町（しちけんちょう）は、静岡県静岡市葵区にあり、七間町通りを挟む周辺の町名である。郵便番号は420-0035。住居表示は未実施。静岡市において演劇や映画などの娯楽の街として発展した。

## 歴史

### 近世

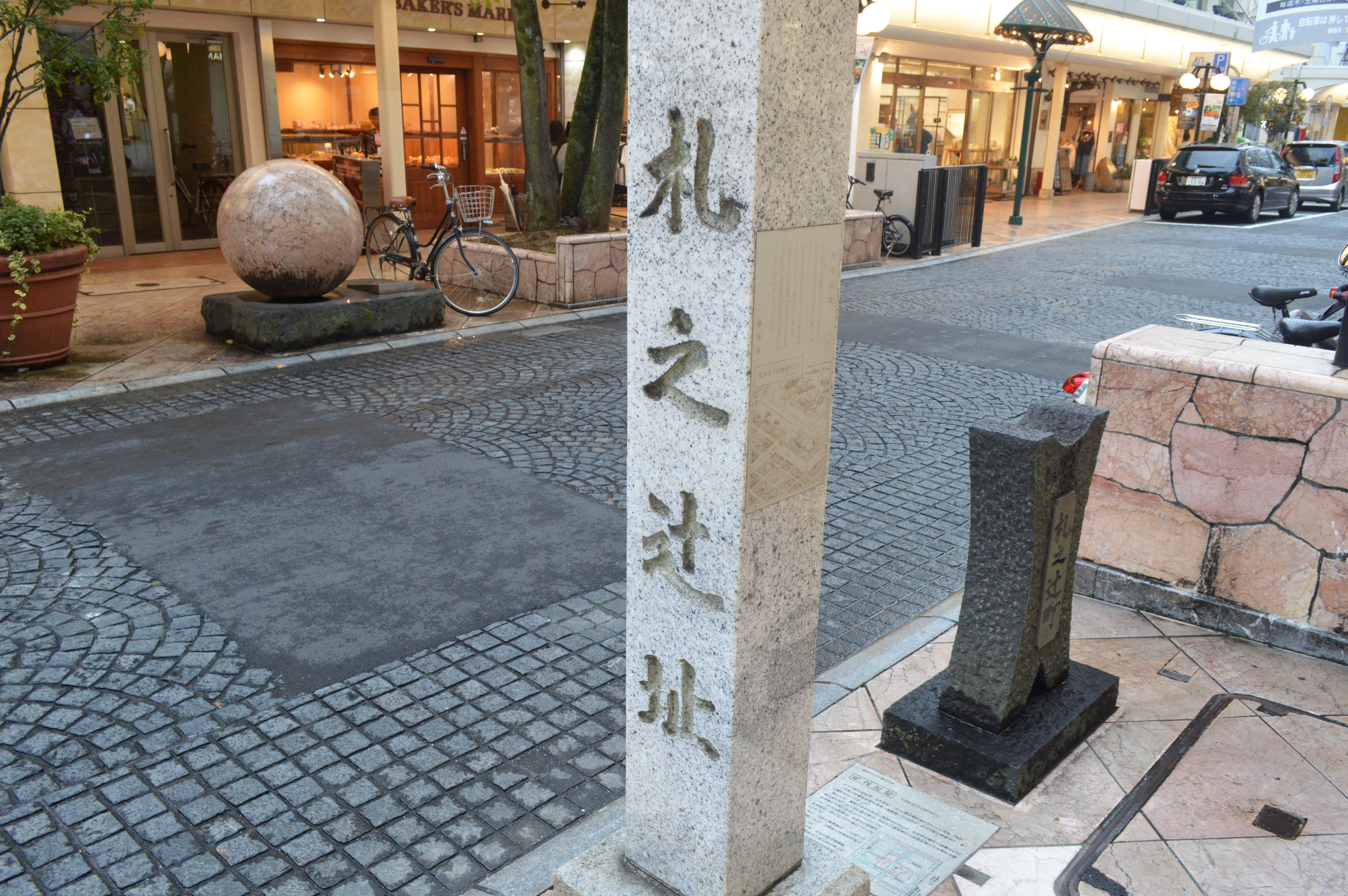
七間町と呉服町の交差点にある札の辻跡

奈良時代のこの地域は「安倍の市」、鎌倉時代のこの地域は「連雀町」（連尺町）と呼ばれ、駿河国の商業の中心地であった。江戸時代初期の慶長14年（1609年）、徳川家康が駿府96ケ町の町割りをした際に七間町が誕生した。
町名の由来には諸説あり、絹・米・油・魚・木綿等の座（同業者組合）が7軒あったとする説、道路の幅が七間（約13メートル）だったとする説、秤屋が7軒あったとする説などがある。
七間町を貫通する七間町通りは、東海道府中宿と鞠子宿の間の経路となっていた。江戸時代には駿府の宿場としては伝馬町が栄えたが、1889年（明治22年）に鉄道の東海道線が開通するまで静岡でもっとも栄えた繁華街は七間町だった。

### 明治・大正期

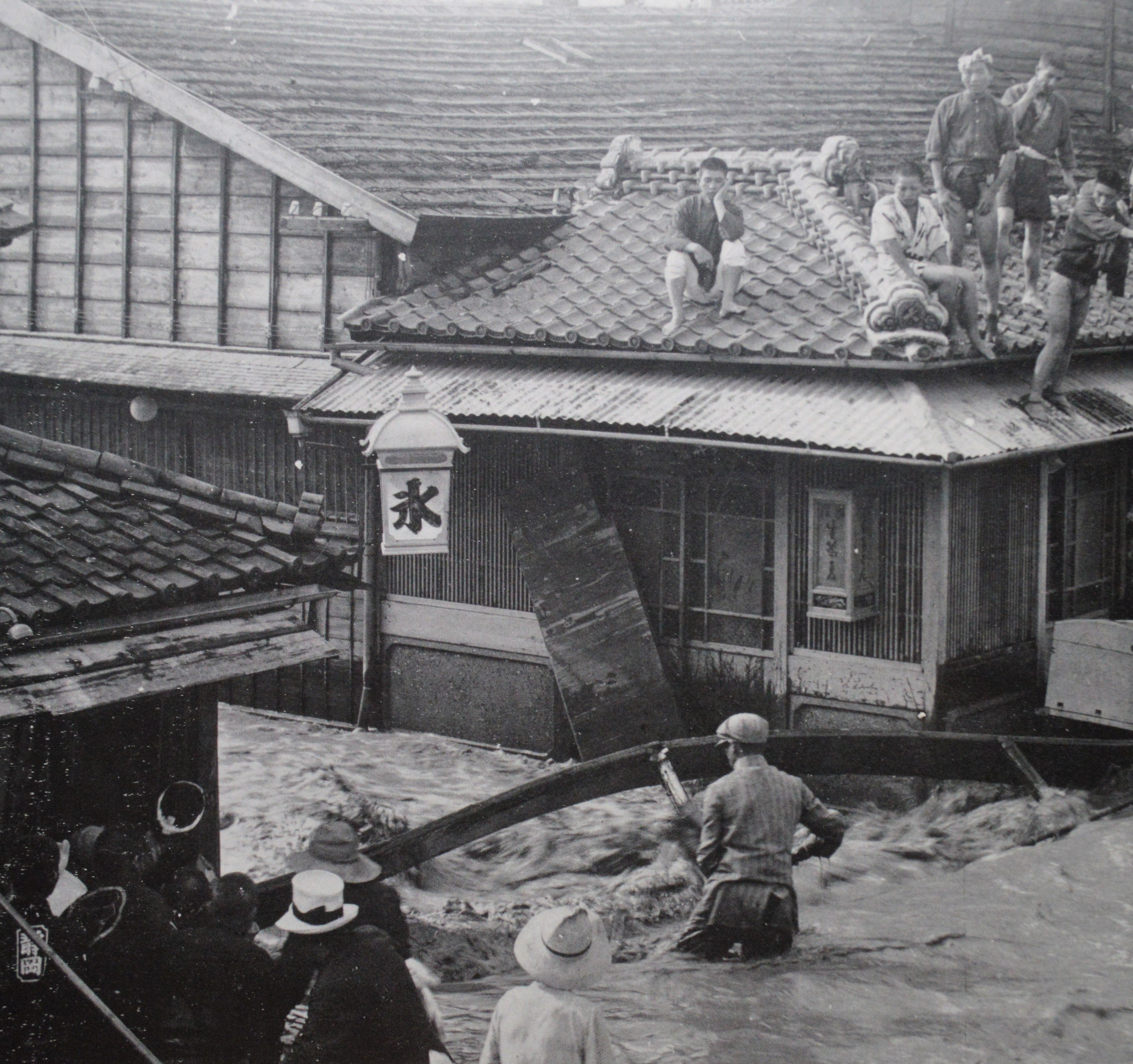
1914年の安倍川大洪水で浸水した七間町

1870年（明治3年）には静岡で初の小芝居屋である玉川座（後の若竹座）が七間町に開館し、やがて七間町は大衆演劇や演芸などの娯楽の町となっていった。明治時代の七間町には、市川商店、みのや、緑亭支店、静岡民友新聞社、金物屋の松永商店、扇子屋（おうぎや）清風堂菓子店、桜湯などの店舗があった。
大正時代の七間町には、根本洋服店、酒屋の横田商店、ニット菊屋、洋食の三盛楼、安田屋蕎麦店、金魚屋陶器店、徳田写真館などがあった。1914年（大正3年）8月29日の安倍川大洪水（災害全体では死者・行方不明者4人、負傷者78人、家屋全半壊375戸、浸水家屋8,263戸）では安倍川の堤防が決壊し、七間町では2丁目と3丁目が床上浸水した。

### 戦前

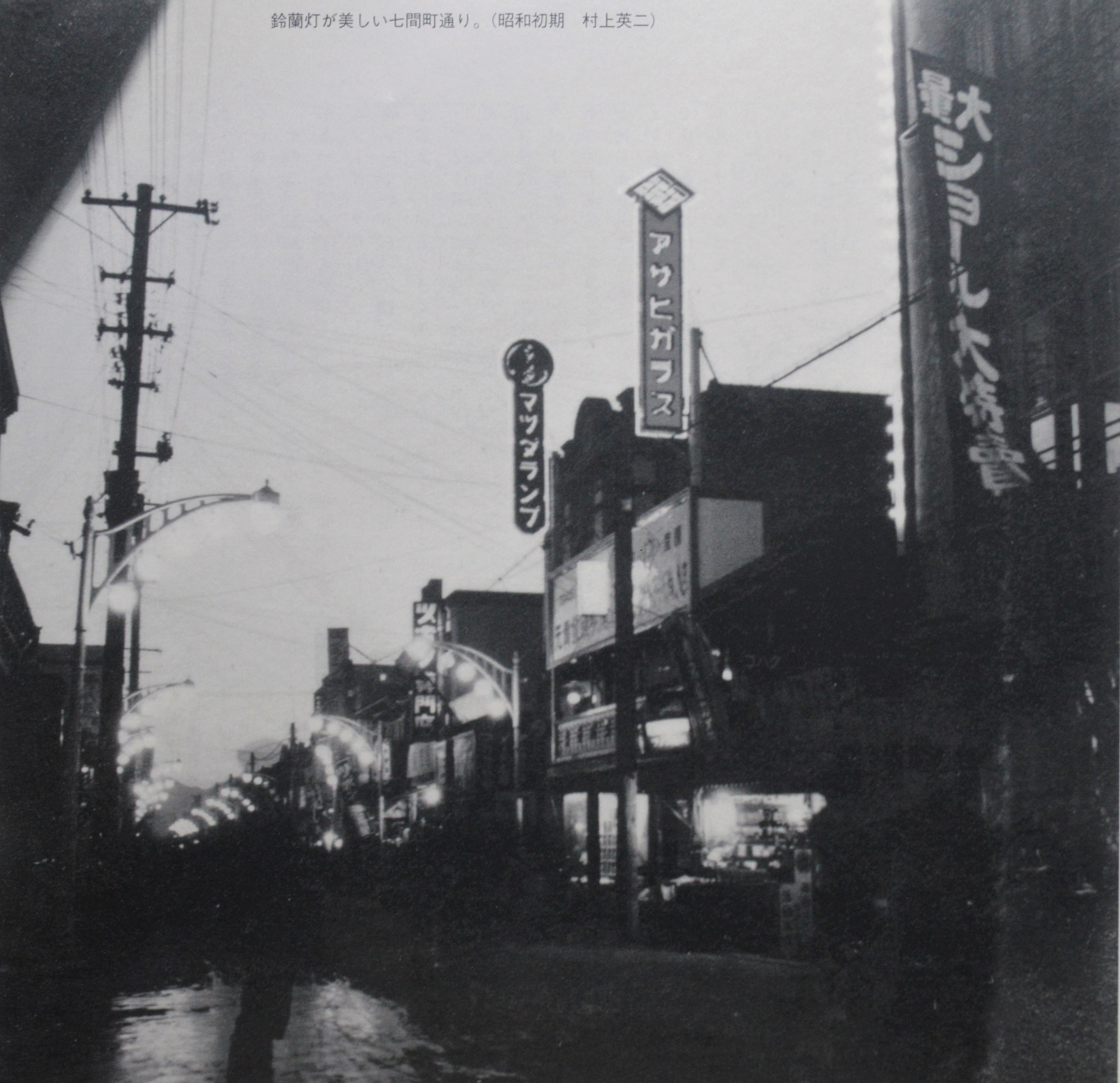
街路灯（鈴蘭燈）が整備された昭和初期の七間町

大正期から昭和期にかけて本格的な商店街が形成された。昭和まで七間町通りと駒形通りの間には安立寺という寺院があった。昭和初期には静岡県によって、静岡市の目抜き通りである七間町通りがアスファルト舗装の試験道路となった。
1928年（昭和3年）に通り沿いに街路灯（鈴蘭燈）が整備されると、七間町をぶらぶらすることは「七ぶら」と呼ばれて静岡市民の人気を集めた。昭和戦前期の七間町には、三本屋食堂、村上開明堂、八木パン、カフェたぬき、扇子屋菓子店、根本高等洋服店、桜湯、松風堂、杉山金物店などがあった。
しかし1940年（昭和15年）1月15日の静岡大火では、七間町を含む静岡市中心部の繁華街の大半が焼失した。また1945年（昭和20年）6月19日・6月20日の静岡大空襲では、再び七間町を含む静岡市街地の大半が焼失している。

### 戦後

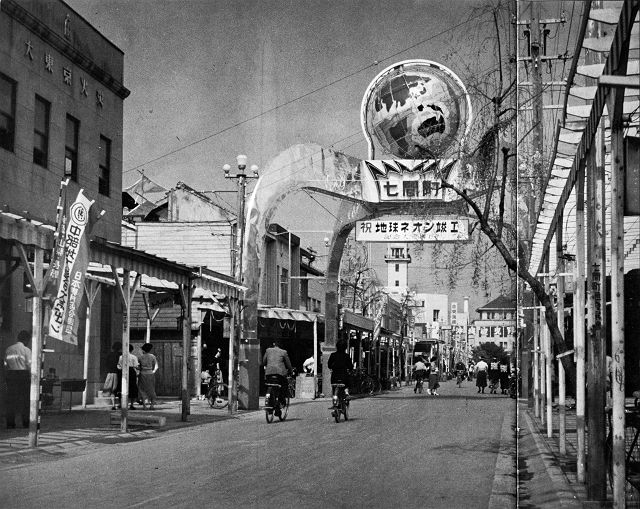
1948年から1967年まであった「地球ネオン」

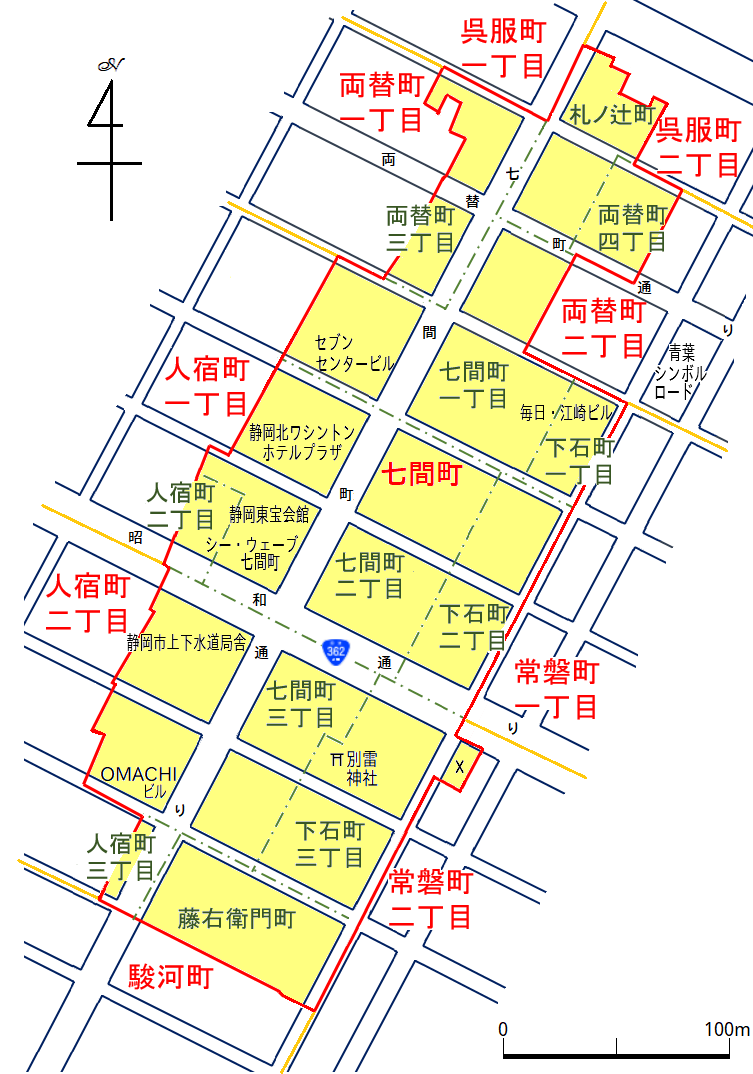
七間町の、現在と1942年以前の町域を表した地図赤線内の黄色の面・・・現在の七間町の町域　赤字・・・七間町周辺の現在の町名　黄線・・・現在の町界　青線・・・公道　黒字・・・町内の主要施設名　緑色の一点鎖線・・・旧町界　緑字・・・旧町名

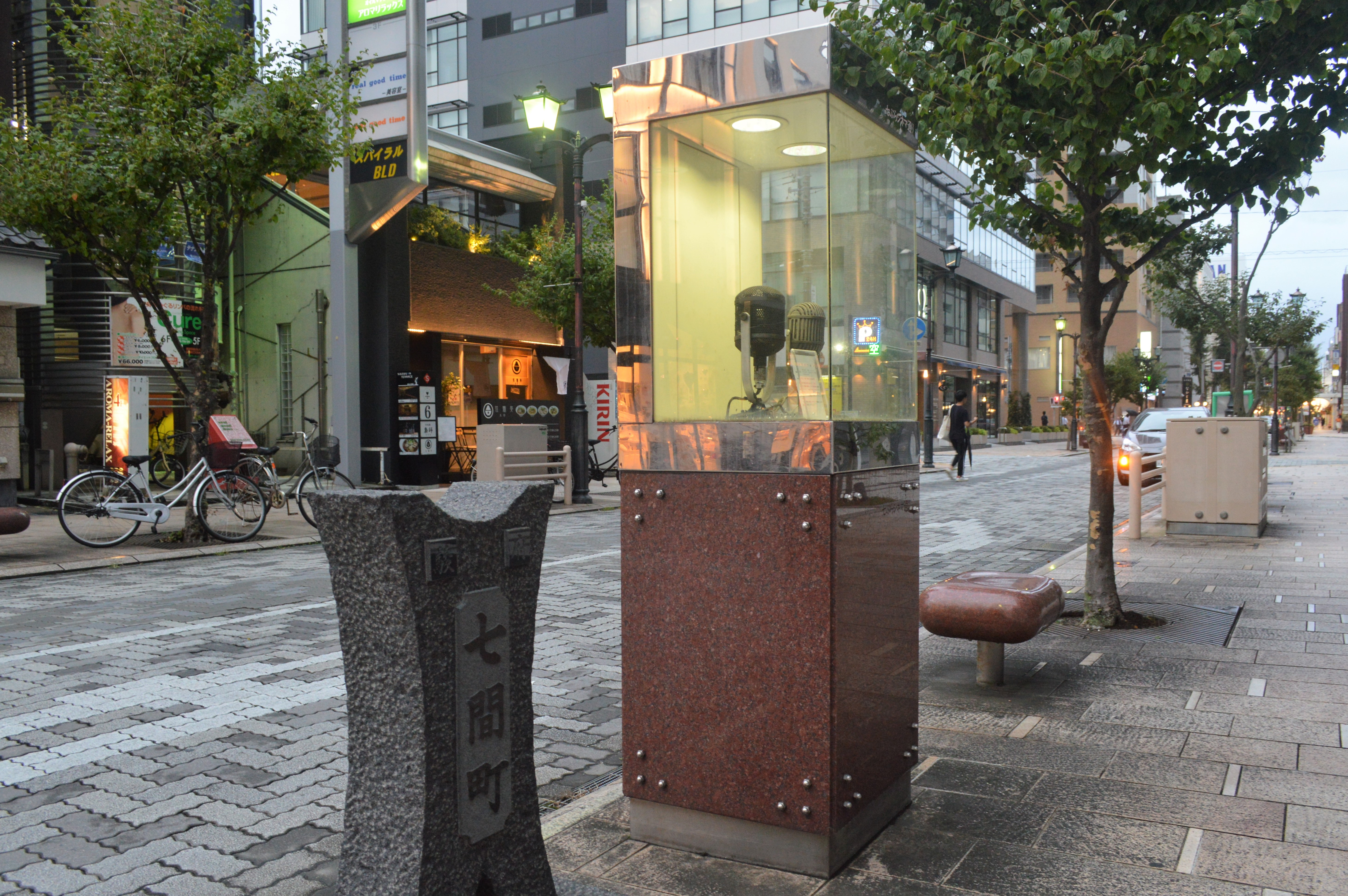
「七ブラシネマ通り」に並ぶ映画機材のショーケース

戦前の七間町は一丁目から三丁目までの３町だったが、1940年（昭和15年）の静岡大火による区画整理で町名の整理が行なわれ丁目がなくなった（町名変更の施行は戦後の1945年（昭和20年）9月）。この際、札之辻町・藤右衛門町の全域、下石町一丁目～三丁目の一部(現青葉通りの七間町側)を併合して、現在の七間町の町域が成立している。1948年（昭和23年）にはアーケードが完成し、七間町のシンボルである「地球ネオン」が竣工した。
1967年（昭和42年）には「地球ネオン」が老朽化により取り壊された。1973年（昭和48年）には商店街振興組合として七間町名店街が発足した。1978年（昭和53年）には静岡県民放送（けんみんテレビ、後の静岡朝日テレビ）が開局したが後に東町に移転した。2006年（平成18年）には七間町町内会が『七間町物語 七間町百年の記憶』を出版した。今日の「七ブラシネマ通り」には、神奈川県鎌倉市の松竹大船撮影所で実際に使用されていた映画撮影機材がショーケースに入れられて展示されている。

## 映画館の町
1897年（明治30年）6月15日には七間町の若竹座でトーマス・エジソンの「ヴァイタスコープ」（1896年発表）が上映された。静岡県で初めて上映された活動写真（映画）であり、これを記念して6月15日は「静岡映画の日」となった。その後は寄席や活動写真を興行する劇場が相次いで開館し、1913年（大正2年）には七間町に静岡初の常設映画館であるパテー館が開館した。

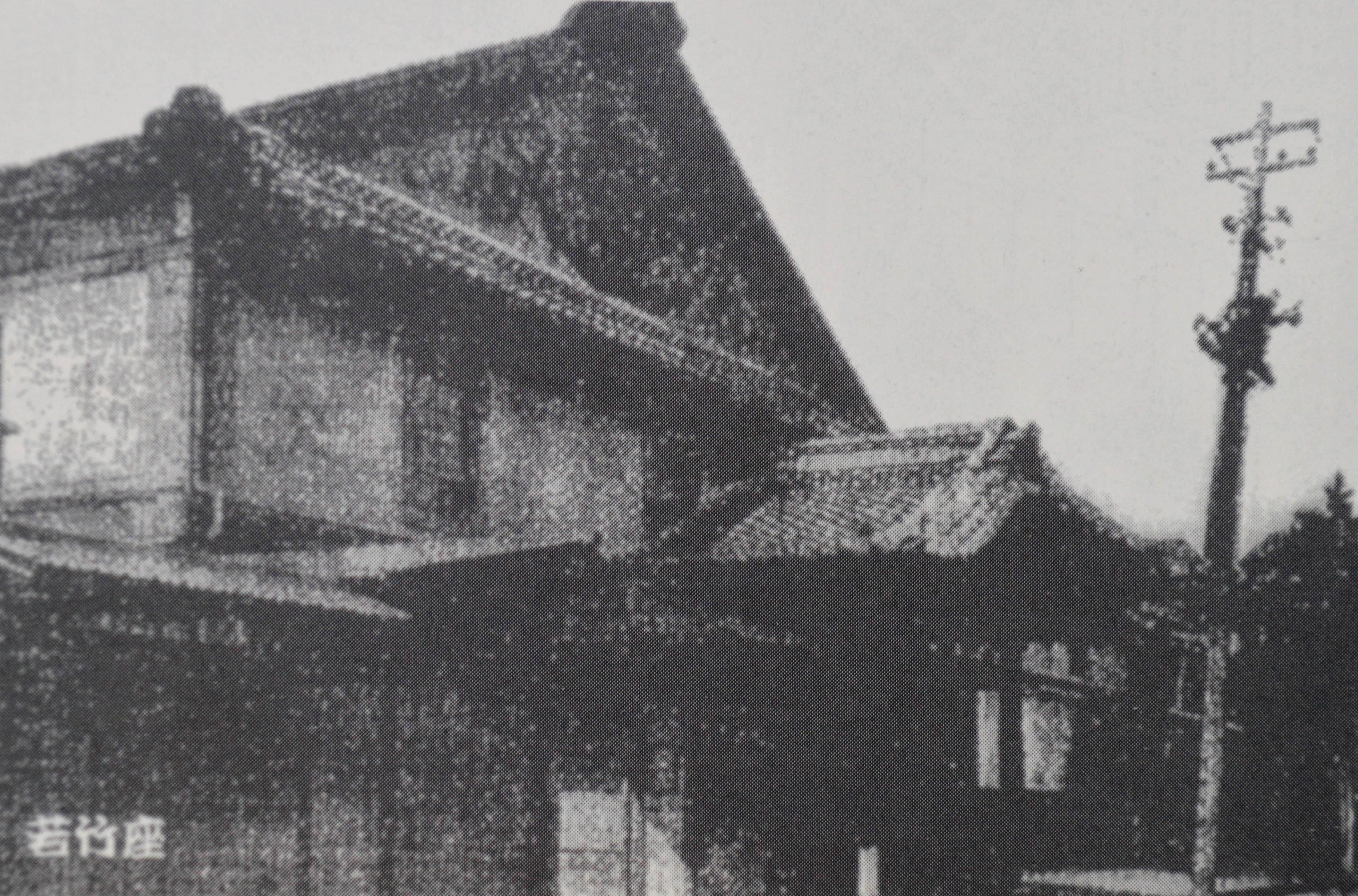
静岡で初めて活動写真（映画）が上映された若竹座

1919年（大正8年）には静岡活動写真株式会社（後の静活）が創立され、七間町通りと両替町通りの角地に洋画専門のキネマ館を開館させた。キネマ館の開館以後には多数の映画館が七間町通りに並び、七間町通りは「七ぶらシネマ通り」と呼ばれるようになった。
1940年（昭和15年）1月15日の静岡大火後、1940年から1941年にかけては新興劇場や静映劇場が開館した。太平洋戦争時の1945年6月に行われた静岡大空襲では多くの映画館が焼失したが、戦前にあった若竹座が国際劇場となり、1951年末には静岡県最大級の映画館である静岡オリオン座が開館した。このころには約10軒の映画館が七間町に並んでいた。
1983年（昭和58年）には日映が6階建ての静岡東宝会館を開館させた。2000年代には同一施設に多数のスクリーンを持つシネマコンプレックス（シネコン）が日本各地に広がりを見せ、七間町で4館9スクリーンを運営する静活は七間町の映画館を集約してシネコンを建設する計画を立てた。これにともなって、2011年（平成23年）10月2日には静岡オリオン座など静活が運営する4館9スクリーンが一斉に閉館。同月5日には静鉄静岡清水線新静岡駅前の新静岡セノバに10スクリーンを有するシネシティザートがオープンした。この一斉閉館によって、七間町の映画館は静岡東宝会館のみとなった。

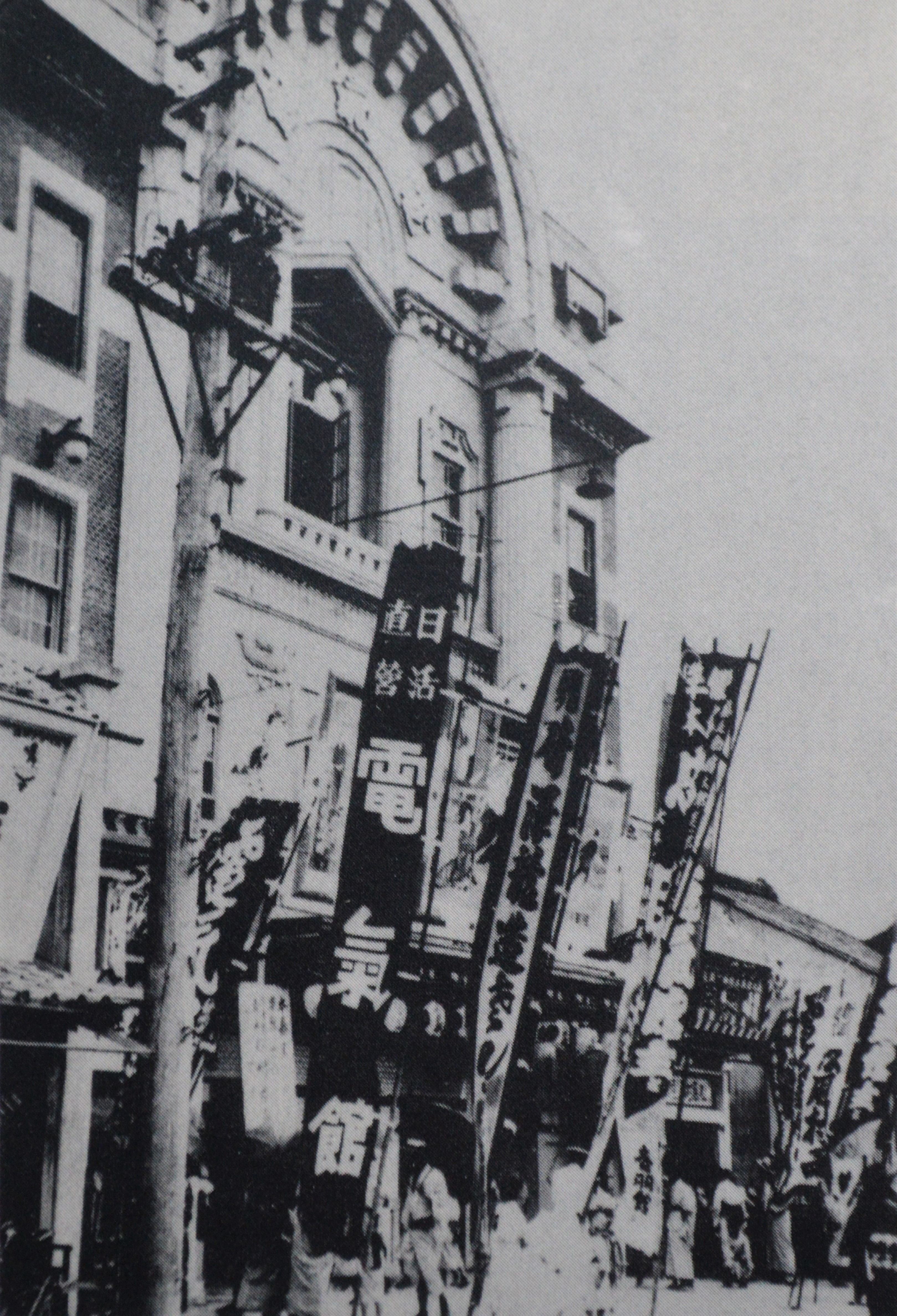
電気館（大正時代）
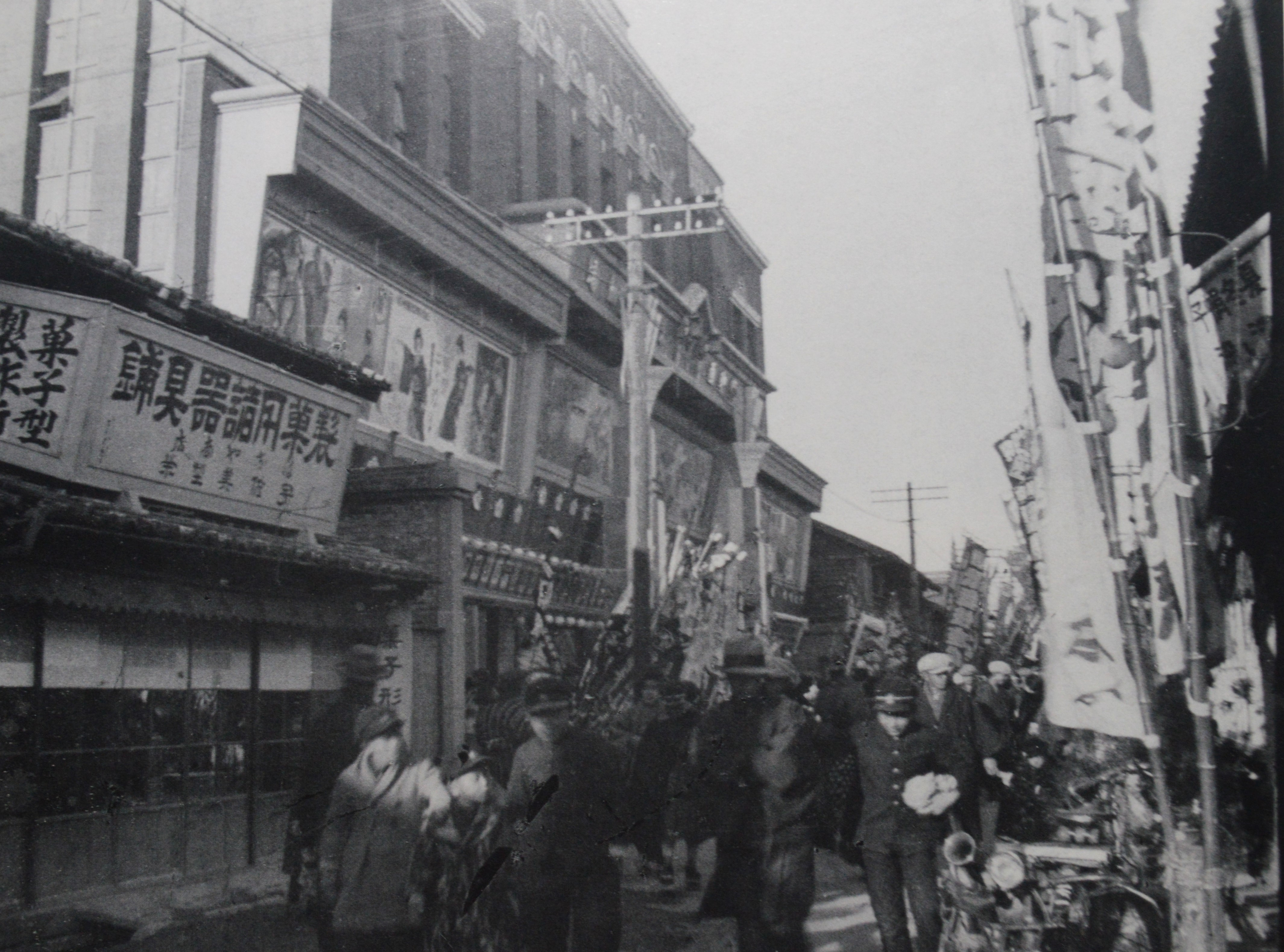
歌舞伎座（昭和初期）
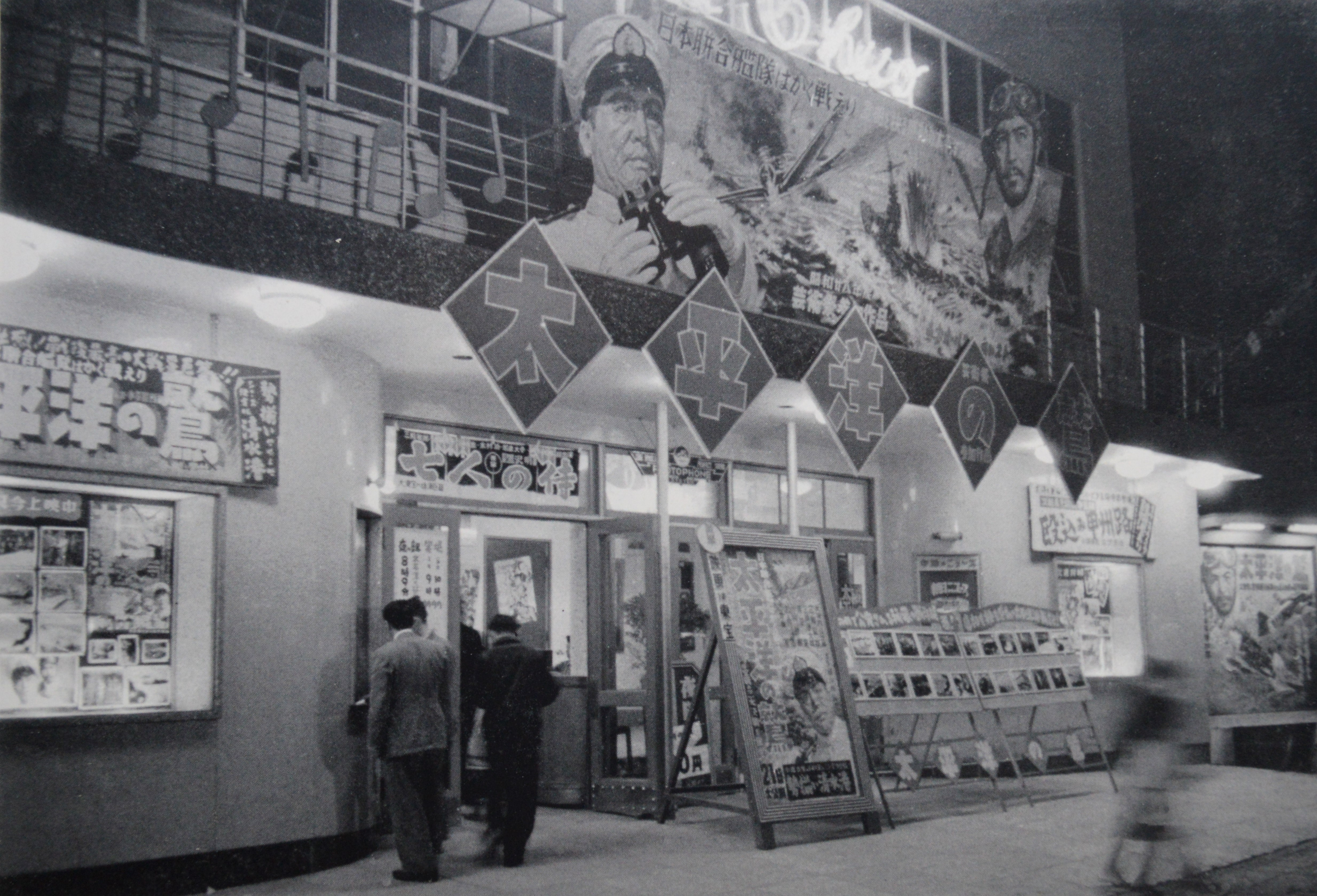
中央劇場(-1957)
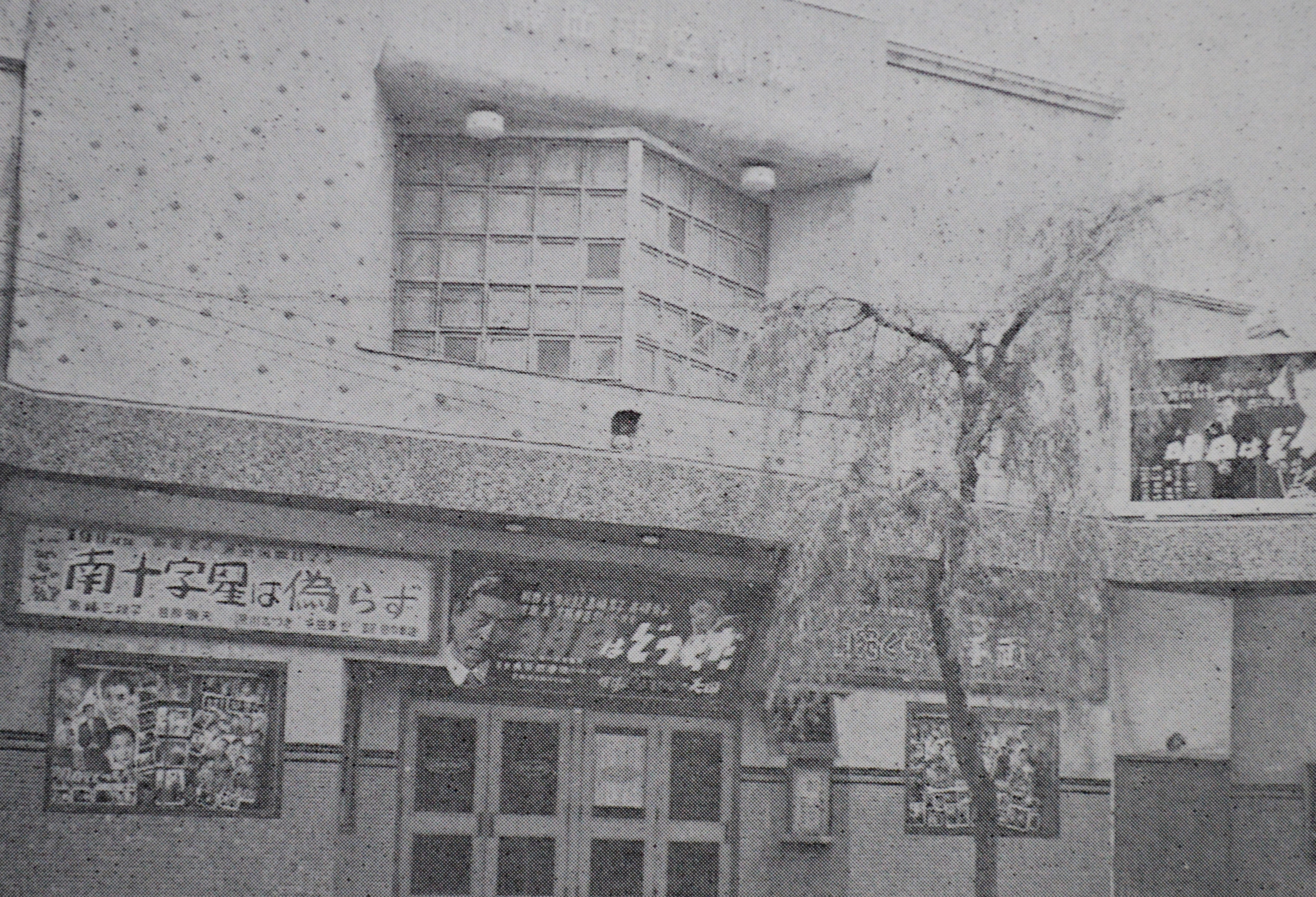
銀座劇場(-1961)
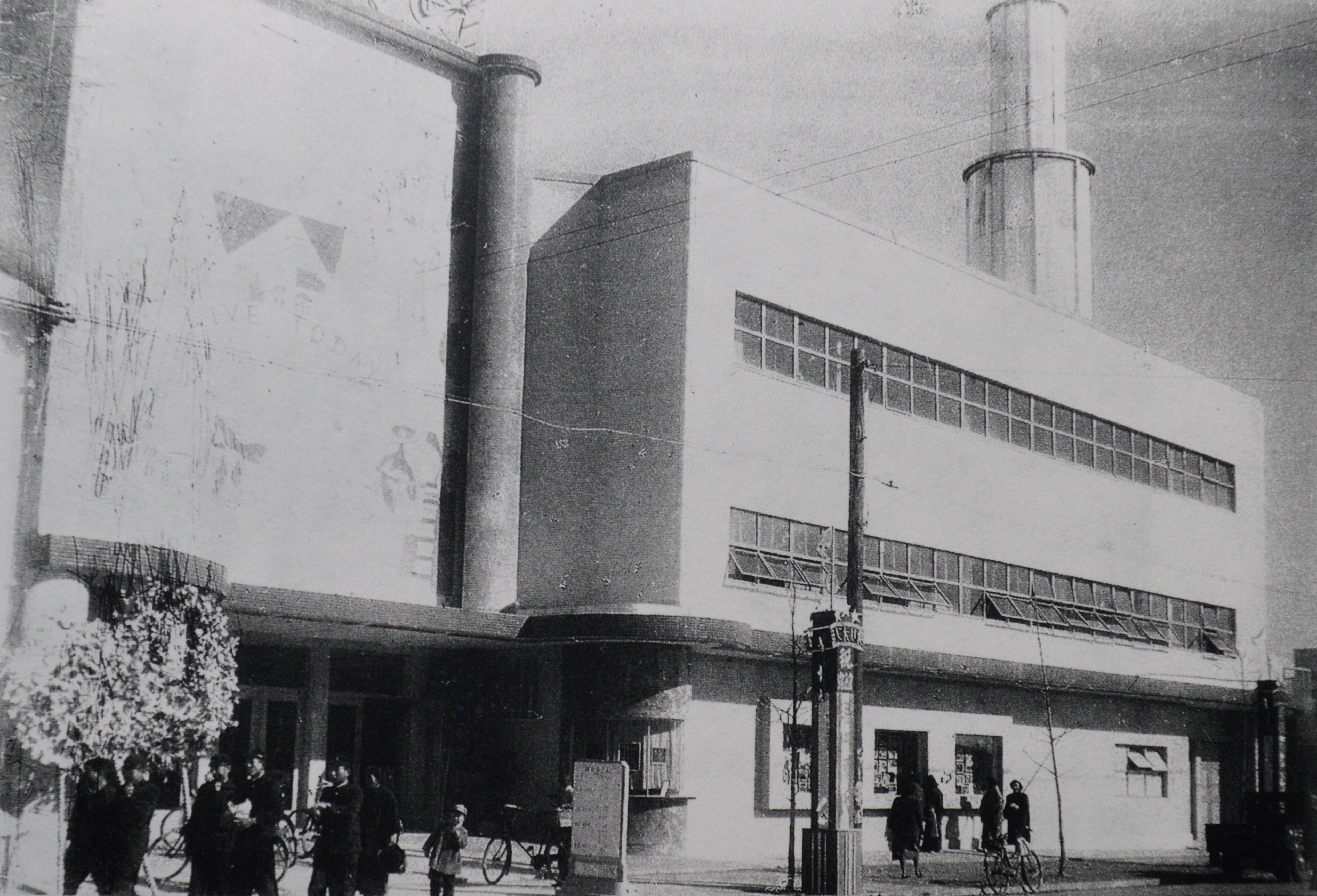
初代オリオン座(1951-1971)
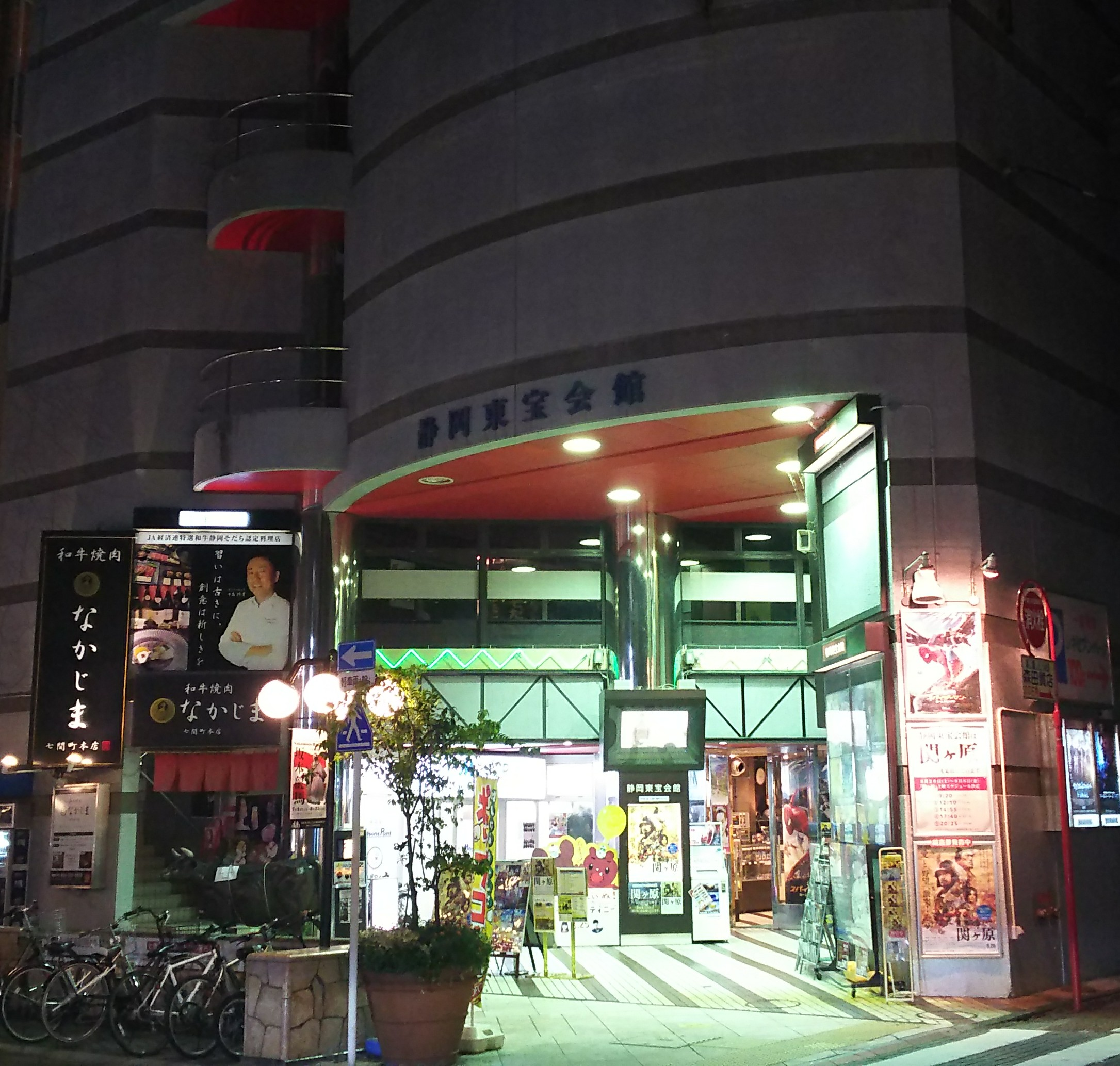
静岡東宝会館(1983-)
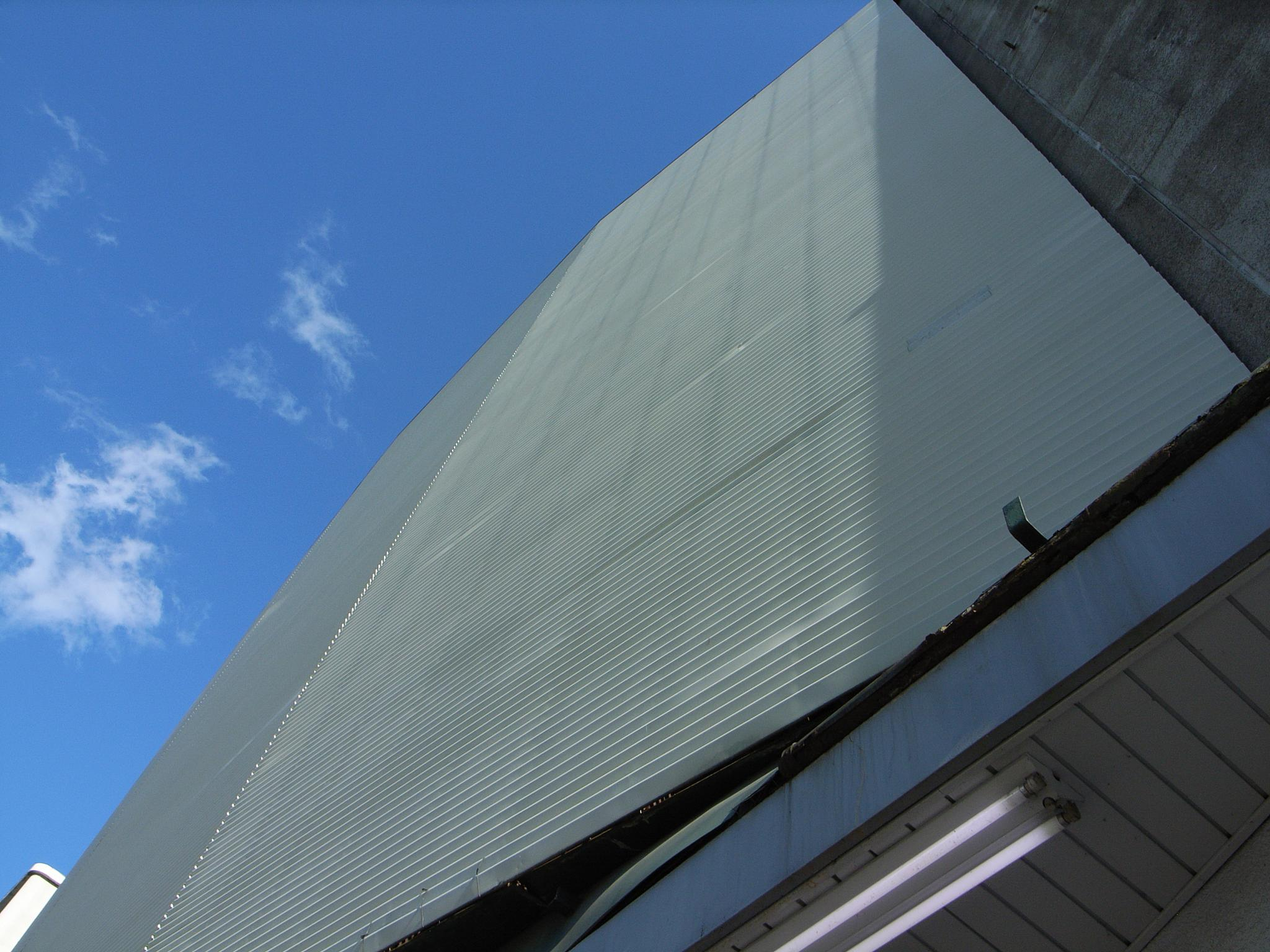
静岡ミラノ1・2・3(1987-2011)

### 静岡市における映画館の変遷
赤塗りは七間町の映画館である。日本の映画館数がピークを迎えた1960年（昭和35年）には、静岡市の映画館24館中8館が七間町にあった。1980年（昭和55年）には静岡市の映画館12館中11館が七間町にあった。全国的にシネマコンプレックス（シネコン）が広まりつつあった2000年（平成12年）にも、静岡市の映画館14館すべてが七間町にあった。シネコンのMOVIX清水とシネシティザートが開館した2018年（平成30年）時点では、静岡市の映画館26館中5館が七間町にある。
| 1960年の静岡市の映画館（24館） | 1960年の静岡市の映画館（24館） |
| ------------------------------ | ------------------------------ |
| 静岡映画劇場                   | 富士見劇場（五番町）           |
| 静岡名画座                     | 南街劇場（馬淵町）             |
| 静岡東宝劇場                   | 駅南劇場（南町）               |
| 静岡東映劇場                   | 地球座（南町）                 |
| 東映パラス劇場                 | 東映南風座（東鷹匠町）         |
| 有楽座                         | 城東劇場（東鷹匠町）           |
| 静岡大映                       | 静岡第二東映劇場（長谷町）     |
| 静岡オリオン座                 | 第一劇場（両替町）             |
| 静岡松竹劇場                   | 国際劇場（駿河町）             |
| 静岡銀座劇場                   | 文化劇場（安倍町）             |
| 静岡歌舞伎座（両替町）         | 静岡駒形劇場（駒形町）         |
| ロマンス座（三番町）           | ミリオン劇場（幸町）           |

| 1980年の静岡市の映画館（12館） | 1980年の静岡市の映画館（12館） |
| ------------------------------ | ------------------------------ |
| カブキ座                       | 小劇場                         |
| 静岡東映劇場                   | 静岡オリオン座                 |
| 静岡東映パラス                 | 有楽座                         |
| 静岡東宝劇場                   | 並木座                         |
| 静岡松竹劇場                   | ミラノ                         |
| 静岡名画座                     | 南街劇場（泉町7-14）           |

| 2000年の静岡市の映画館（14館） | 2000年の静岡市の映画館（14館） |
| ------------------------------ | ------------------------------ |
| 静岡東映劇場                   | 静岡ピカデリー2                |
| 静岡東映パラス                 | 小劇場                         |
| 静岡東宝                       | 静岡オリオン座                 |
| 静岡東宝プラザ                 | 有楽座                         |
| 静岡東宝スカラ座               | ミラノ1                        |
| 静岡ヴェルデ東宝               | ミラノ2                        |
| 静岡ピカデリー1                | ミラノ3                        |

| 2018年の静岡市の映画館（26館） | 2018年の静岡市の映画館（26館） |
| ------------------------------ | ------------------------------ |
| 静岡東宝会館CINE1              | シネシティザート7              |
| 静岡東宝会館CINE2              | シネシティザート8              |
| 静岡東宝会館CINE3              | シネシティザート9              |
| 静岡東宝会館CINE4              | シネシティザート10             |
| 静岡東宝会館CINE5              | MOVIX清水1                     |
| 静岡シネ・ギャラリー1          | MOVIX清水2                     |
| 静岡シネ・ギャラリー2          | MOVIX清水3                     |
| シネシティザート1              | MOVIX清水4                     |
| シネシティザート2              | MOVIX清水5                     |
| シネシティザート3              | MOVIX清水6                     |
| シネシティザート4              | MOVIX清水7                     |
| シネシティザート5              | MOVIX清水8                     |
| シネシティザート6              | MOVIX清水9                     |

## 世帯数と人口
2020年（令和2年）10月1日現在の世帯数と人口は以下のとおりである。（2020年国勢調査）
| 町名   | 世帯数  | 人口    |
| ------ | ------- | ------- |
| 七間町 | 554世帯 | 1,008人 |

## 小・中学校の学区
市立小・中学校に通う場合、学区は以下の通りとなる。
| 番・番地等 | 小学校           | 中学校             |
| ---------- | ---------------- | ------------------ |
| 全域       | 静岡市立葵小学校 | 静岡市立城内中学校 |